# 收斂劑

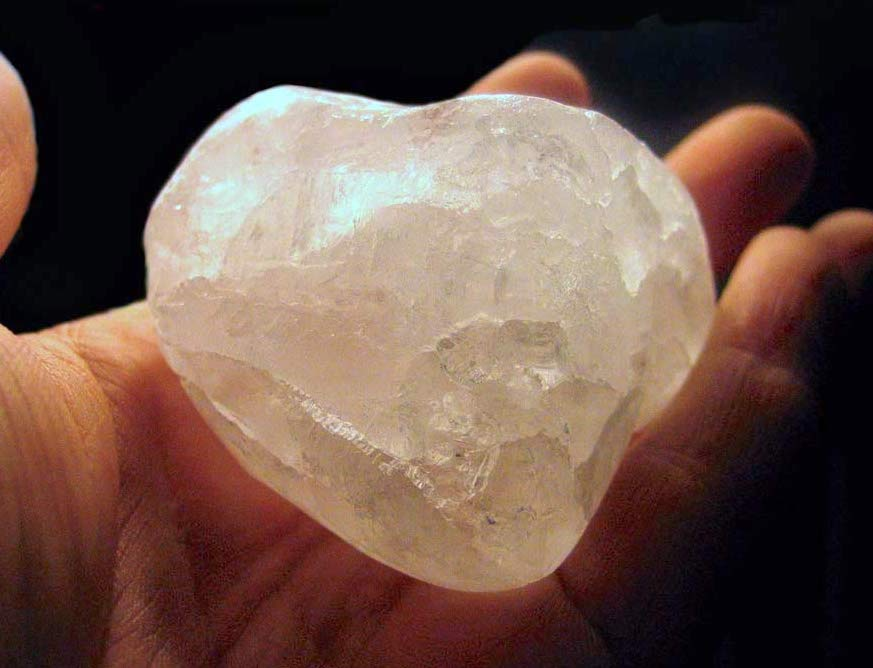
礬的晶體，這是一種收斂劑

收斂劑指用來收縮體組織的化學物質，通常用於局部醫療。罗曼语族中的收斂劑一詞源自拉丁語“adstringere”，意思是“快速綁緊”，常見的收斂劑包括明礬、爐甘石液、金縷梅等。
因為一般含有單寧酸，使得唾液蛋白沉澱或聚合，所以大多數收斂劑口感乾澀。因此像梅鹿汁和卡百內紅葡萄酒都可以起到一點收斂劑的作用。
患有痤瘡但屬於油性皮膚的人常被建議在治療時使用收斂劑。